# Савельев, Максимилиан Александрович
Максимилиа́н Алекса́ндрович Саве́льев (партийные псевдонимы Ветров, Никита, Валерьян) (19 февраля 1884, Нижний Новгород — 15 мая 1939, Москва) — советский экономист, журналист, партийный и государственный деятель; кандидат в члены ЦК ВКП(б) (1930—1934). Академик АН СССР (29.03.1932), академик АН УССР.

## Биография
Родился 7 (19) февраля 1884 года в семье председателя съезда мировых судей в Нижнем Новгороде Александра Александровича Савельева, который впоследствии был членом Государственной думы первых трёх созывов.

 Происхожу из бывших дворян Нижегородской губернии. Мой отец был землевладелец и земский деятель, кадет… — Из автобиографии 1921 года
В 1902 году поступил на юридический факультет Московского университета, окончил три семестра; в 1903 году вступил в РСДРП, вёл партийную работу в ряде российских городов, неоднократно подвергался арестам, в том числе в течение 11 месяцев содержался в Таганской тюрьме.
В 1907 году, 23 сентября женился на дочери учителя, личного почётного гражданина Александре Васильевне Гусаровой (1886—1964) и в том же году выехал в Германию, где сначала прошёл курс экономики в Мюнхенском университете (1909), затем окончил Лейпцигский университет (1911, доктор философии), тема диссертации — «Железоделательная промышленность Юга России». Был членом Социал-демократической партии Германии. 
В 1910–1913 годах в Санкт-Петербурге, затем на подпольной партийной работе в Воронеже, Харькове, Саратове. Примыкал к группе «Левых коммунистов».
После Февральской революции 1917 года — член Киевского комитета РСДРП, Нарвского райкома РСДРП(б) в Петрограде. С сентября 1917 года — заведующий редакцией центрального органа РСДРП(б) газеты «Рабочий путь» (с 27 октября — «Правда»). Член редакции газеты «Экономическая  жизнь» (1918), редактор газеты «Коммунист» — центрального органа КП(б)У (1919). Секретарь Туркестанского крайкома РКП(б) (1920).
В 1921—1928 годах работал в ВСНХ: член Президиума ВСНХ РСФСР и редактор журнала «Народное хозяйство» (1921–1922), редактор «Торгово-промышленной газеты» (1922–1928), председатель Промиздата (1926–1927). 
С 1926 года — редактор журнала «Пролетарская революция». С 1926 года — заместитель, с 1927 года — заведующий Истпартом при ЦК ВКП(б). После слияния Истпарта ЦК и Института Ленина — директор Института Ленина — с 1928 по 1930 год.
Главный (ответственный) редактор «Известий» с 21 июля 1929 года по 25 июля 1930 года. Затем был редактором газеты «Правда».
С 1931 года заместитель, с 1932 года — председатель Президиума Коммунистической академии ЦИК СССР.
С 29 марта 1932 года — академик АН СССР по Отделению общественных наук (социально-экономические науки).
С 1934 года входил в состав Государственной редакционной комиссии юбилейного издания сочинений Л. Н. Толстого.
В 1936—1938 годах директор Института экономики АН СССР.
В 1936—1939 годах заместитель директора Института Маркса — Энгельса — Ленина при ЦК ВКП(б).
Скончался 15 мая 1939 года.
Похоронен вместе с супругой Ириной Ричардовной Арнольд (1894—1959) в колумбарии Новодевичьего кладбища (секция № 78, 2-2).